# Youssouf Dao
Youssouf Dao, né le 5 mars 1998, est un footballeur ivoirien qui évolue au poste d'avant-centre au MC Alger. Notons que Youssouf Dao a fait ses débuts dans le centre de formation LYON STARS DE KOUMASSI (Abidjan)

## Biographie

### En sélection
International avec les moins de 23 ans ivoiriens, il qualifie sa nation pour les Jeux olympiques lors de la CAN des moins de 23 ans, dont il figure également dans l'équipe type.

## Palmarès
| Côte d'Ivoire des moins de 23 ans - Coupe d'Afrique des nations des moins de 23 ans - Finaliste : 2019 |